# Lillasyster
Lillasyster ist eine schwedische Rockband aus Göteborg.

## Geschichte
Lillasyster („kleine Schwester“) wurde von den ehemaligen LOK-Mitgliedern Martin Westerstrand (Frontsänger) und Daniel Cordero (Bass) 2004 als Rallypack gegründet. 2006 änderten sie ihren Namen in Lillasyster. Im Februar 2007 wurde die Single Berätta det för Lina („Erzähl es Lina“) veröffentlicht, im Mai 2007 das Album Hjärndöd musik för en hjärndöd generation („Hirntote Musik für eine hirntote Generation“).
Die Band ist auch für ihre Coverversionen von Rihannas Umbrella (2007) und Katy Perrys Roar (2014) bekannt, welche kommerziell erfolgreich waren.
Der Stil von Lillasysters Musik ist sehr ähnlich der Musik von LOK.

## Diskografie

### Studioalben
| Jahr | Titel                                     | Höchstplatzierung, Gesamtwochen, AuszeichnungChartsChartplatzierungen (Jahr, Titel, Platzierungen, Wochen, Auszeichnungen, Anmerkungen) | Anmerkungen   |
| Jahr | Titel                                     | SE | Anmerkungen   |
| ---- | ----------------------------------------- | --- | ------------- |
| 2004 | Sod Off, God! We Believe in Our Rockband  | SE28 (1 Wo.)SE | als Rallypack |
| 2007 | Hjärndöd musik för en hjärndöd generation | SE9 (4 Wo.)SE |               |
| 2009 | Det här är inte musik det här är kärlek   | SE24 (3 Wo.)SE |               |
| 2012 | 3                                         | SE7 (3 Wo.)SE |               |
| 2016 | 4                                         | SE6 (2 Wo.)SE |               |

### Kompilationen
- 2010: Hjärndöd kärlek

### Singles
| Jahr | Titel Album                                                    | Höchstplatzierung, Gesamtwochen, AuszeichnungChartsChartplatzierungen (Jahr, Titel, Album, Platzierungen, Wochen, Auszeichnungen, Anmerkungen) | Anmerkungen   |
| Jahr | Titel Album                                                    | SE | Anmerkungen   |
| ---- | -------------------------------------------------------------- | --- | ------------- |
| 2004 | Luke Skywalker Sod Off, God! We Believe in Our Rockband        | SE3 (11 Wo.)SE | als Rallypack |
| 2007 | Berätta det för Lina Hjärndöd musik för en hjärndöd generation | SE15 (9 Wo.)SE |               |
| 2007 | Umbrella –                                                     | SE32 Gold · (14 Wo.)SE |               |
| 2009 | Andreas Det här är inte musik det här är kärlek                | SE16 (4 Wo.)SE |               |
| 2009 | Jag är här nu Det här är inte musik det här är kärlek          | SE12 (2 Wo.)SE |               |
| 2021 | Pretender –                                                    | SE22 Platin · (10 Wo.)SE |               |
| 2022 | Till Our Days Are Over –                                       | SE20 (5 Wo.)SE |               |

Weitere Singles
- 2009: Rad efter Rad (Dreamhack Anthem)
- 2011: Så jävla bra

## Musikvideos
- 2007: Berätta det för Lina
- 2007: Umbrella ella ella (Rihanna Cover)